# Cryptonychus barombicus
Cryptonychus barombicus là một loài bọ cánh cứng trong họ Chrysomelidae. Loài này được Kolbe miêu tả khoa học năm 1899.